# Syneches palliditarsis
Syneches palliditarsis är en tvåvingeart som beskrevs av Enrico Adelelmo Brunetti 1913. Syneches palliditarsis ingår i släktet Syneches och familjen puckeldansflugor. Inga underarter finns listade i Catalogue of Life.